# Výtah Santa Justa
Výtah Santa Justa (portugalsky Elevador de Santa Justa), známý také jako výtah Carmo (Elevador do Carmo), je výtah v Lisabonu v ulici Santa Justa. Spojuje tuto ulici v centru města s náměstím Carmo na kopci.
Výtah Santa Justa navrhl inženýr Raul Mesnier de Ponsard, který se narodil ve městě Porto francouzským rodičům. Stavba byla započata v roce 1900, dokončena byla v roce 1902. 
Celý výtah je zhotoven ze železa a patří k reprezentativním ukázkám tohoto druhu portugalské architektury. Výtah je v neogotickém stylu, každé patro je zdobeno jiným způsobem. Pro svůj vzhled bývá často za autora výtahu mylně považován Gustave Eiffel.
Výtah je vysoký 45 metrů a je vybaven dvěma kabinami s dřevěným interiérem. Každá kabina pojme 24 pasažérů. V posledním patře, které je dostupné po spirálovém schodišti, je umístěna terasa, ze které je krásný výhled na Lisabonský hrad, náměstí Rossio a čtvrť Baixa. V současnosti je výtah využíván především jako turistická atrakce.
Santa Justa je jediný městský vertikální výtah v Lisabonu. Ostatní „elevadores“, jako například Elevador da Glória či Elevador da Lavra, jsou pozemní lanové dráhy. 

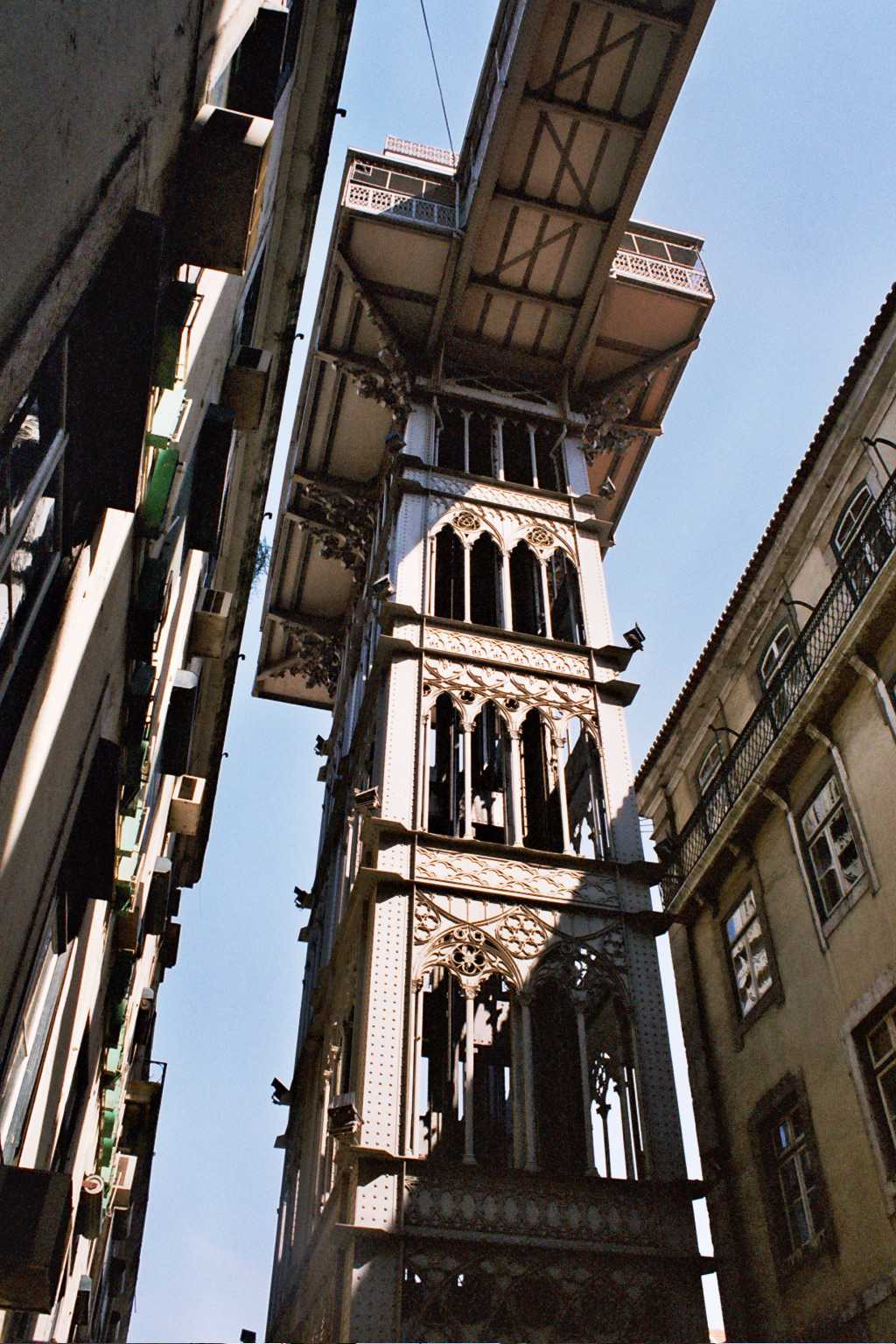
Novogotický výtah Santa Justa. Most vede na náměstí Carmo
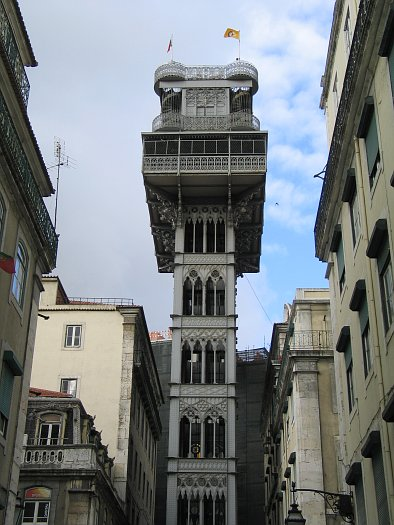
Výtah Santa Justa